# Перкінс (Джорджія)
Перкінс (англ. Perkins) — переписна місцевість (CDP) в США, в окрузі Дженкінс штату Джорджія. Населення — 93 особи (2020).

## Географія
Перкінс розташований за координатами 32°55′9″ пн. ш. 81°56′40″ зх. д. / 32.91917° пн. ш. 81.94444° зх. д. (32.919257, -81.944353).  За даними Бюро перепису населення США в 2010 році переписна місцевість мала площу 5,49 км², з яких 5,36 км² — суходіл та 0,13 км² — водойми.

## Демографія
Згідно з переписом 2010 року, у переписній місцевості мешкала 91 особа в 38 домогосподарствах у складі 23 родин. Густота населення становила 17 осіб/км².  Було 53 помешкання (10/км²).
Расовий склад населення:
| - 95,6 % — білих - 3,3 % — чорних або афроамериканців |

До двох чи більше рас належало 1,1 %. Частка іспаномовних становила 0,0 % від усіх жителів.
За віковим діапазоном населення розподілялося таким чином: 26,4 % — особи молодші 18 років, 53,8 % — особи у віці 18—64 років, 19,8 % — особи у віці 65 років та старші. Медіана віку мешканця становила 43,2 року. На 100 осіб жіночої статі у переписній місцевості припадало 93,6 чоловіків;  на 100 жінок у віці від 18 років та старших — 91,4 чоловіків також старших 18 років.
Цивільне працевлаштоване населення становило 193 особи. Основні галузі зайнятості: виробництво — 40,4 %, будівництво — 20,2 %, публічна адміністрація — 13,5 %, освіта, охорона здоров'я та соціальна допомога — 13,5 %.